# Franklin Fisher
Franklin Marvin Fisher (* 13. Dezember 1934 in New York City; † 29. April 2019) war ein US-amerikanischer Wirtschaftswissenschaftler. Als Hochschullehrer war er bis zu seiner Emeritierung vor allem am Massachusetts Institute of Technology tätig.

## Werdegang, Forschung und Lehre
Fisher besuchte die Harvard University, an der er nach seinem 1956 mit summa cum laude erlangten Bachelor of Arts im folgenden Jahr als Master of Arts graduierte. 1960 schloss er sein Studium mit dem akademischen Grad eines Ph.D. in Wirtschaftswissenschaften ab, seine Doktorarbeit trug den Titel „A Priori Information and Time Series Analysis“.
Bereits ab 1959 arbeitete Fisher als Assistant Professor an der University of Chicago, ehe er im folgenden Jahr in selber Position ans MIT wechselte. Dort stieg er 1962 zum Associate Professor auf, drei Jahre später wurde er an der Hochschule zum ordentlichen Professor berufen. Auch nach seiner Emeritierung 2004 besetzte er den Jane-Berkowitz-Carlton-and-Dennis-William-Carlton-Lehrstuhl für Mikroökonomie am MIT.
Fishers zentrale Forschungs- und Lehrgebiete deckten insbesondere Industrieökonomik, Mikroökonomie und zugehörige ökonometrische Methoden ab. Insbesondere in den Bereichen Wettbewerb, Wettbewerbsrecht sowie die Verletzung und das Brechen von Verträgen und Markenrechten zeichnete er sich als Experte aus. In diesem Zusammenhang wurde er bei den großen Wettbewerbsrechtsauseinandersetzungen zwischen den Kartellbehörden der USA und einerseits IBM in den 1970er und 1980er Jahren sowie andererseits mit Microsoft in den 1990er Jahren hinzugezogen.
Ab 1963 war Fisher Fellow der Econometric Society, der er 1979 als Präsident vorstand. Er war Mitglied der American Economic Association und wurde 1969 in die American Academy of Arts and Sciences aufgenommen. Mehrfach wurde er für seine Arbeit ausgezeichnet, darunter sticht insbesondere die John Bates Clark Medal hervor, die er 1973 erhielt.

## Werke
Die folgende Auflistung gibt Fishers veröffentlichte Bücher wieder, zudem hat er zahlreiche Zeitschriftenartikel und Arbeitspapiere verfasst.
- A Priori Information and Time Series Analysis: Essays in Economic Theory and Measurement. 1962
- mit Carl Kaysen: A Study in Econometrics: The Demand for Electricity in the United States. 1962
- mit Albert Ando & Herbert A. Simon: Essays on the Structure of Social Science Models. 1963
- Supply and Costs in the United States Petroleum Industry: Two Econometric Studies. 1964
- The Identification Problem in Econometrics. 1966
- mit Karl Shell: The Economic Theory of Price Indices. Academic Press, New York 1972.
- mit John J. McGowan & Joen Greenwood: Folded, Spindled, and Mutilated: Economic Analysis and U.S. v. IBM. 1983
  - Der Anti-Trust-Fall US gegen IBM. Mohr, Tübingen 1985, ISBN 3-16-344880-1
- mit James McKie & Richard Mancke: IBM and the U.S. Computer Industry: An Economic History. 1983
- Disequilibrium Foundations of Equilibrium Economics. 1983
- Antitrust and Regulation: Essays in Memory of John J. McGowan. 1985
- Industrial Organization, Economics, and the Law. 1990
- Econometrics: Essays in Theory and Applications. 1991
- Aggregation: Aggregate Production Functions and Related Topics. 1992
- mit Karl Shell: The Economic Analysis of Production Price Indexes. 1997
- Microeconomics: Essays in Theory and Application. 1999
- mit David S. Evans, Daniel Rubinfeld & Richard Schmalensee: Did Microsoft Harm Consumers? Two Opposing Views. 2000
- mit Annette Huber-Lee, Ilan Amir, Shaul Arlosoroff, Zvi Eckstein, Munther Haddadin, Salem Hamati, Ammar Jarrar, Anan Jayyousi, Uri Shamir, Hans Wesseling, Amer Salman & Emad Al-Karablieh: Liquid Assets: An Economic Approach for Water Management and Conflict Resolution in the Middle East and Beyond. 2005